# Гранички манастир
Граничкият манастир „Свети Лука“ е действащ девически български православен манастир. Част е от Кюстендилската духовна околия на Софийската епархия.

## Местоположение
Намира се на около 7 km южно от град Кюстендил и на около 2 km югозападно от село Граница, община Кюстендил, в северното подножие на Осоговска планина, в местността Пустия манастир.

## История
Предполага се, че манастирът е основан през 10 век (това се подкрепя от названието на местността в която е построен манастирът, разкритите ранни основи и разположената в близост средновековна крепост „Граница“), многократно разрушаван от турците, възобновен през ХХ век (1948 г.).
В градината на манастира са открити две колективни находки: няколкостотин сребърни венециански монети от XIV век и билонови монети на византийските императори Алексий I Комнин (1081 – 1118), Мануил I Комнин (1143 – 1180), Андроник I Комнин (1183 – 1185) и Исак II Ангел (1185 – 1195).
Тримата сина на Яков, епископ на Крупник, Йоасаф, Давид и Теофан, които след като овдовели, се установили в малкия манастир, а впоследствие възстановили и обновили и запустелия и ограбен Рилски манастир (1453 – 1466). След ремонта на рилската света обител, там били върнати мощите на покровителя на българския народ – Иван Рилски.

## Архитектура
Манастирът „Св. Лука“ представлява комплекс от еднокорабна, едноапсидна и безкуполна черква, на западната фасада на която е долепена камбанария и манастирски жилищни сгради. Запазено е предание, че в манастира е пребивавал Св. Иван Рилски. В манастирския двор е построена чешма, посветена на тримата монаси Йоасаф, Давид и Теофан, родом от село Граница – възобновители на Рилския манастир.

## Статут
Манастирът е обявен за паметник на културата. Понастоящем е постоянно действащ.

## Храмов празник
Храмовият празник е на 18 октомври и се празнува ежегодно.

## Галерия
- Жилищната постройка
- Аязмото в двора
- Богато изписаната вътрешна стена
- Вътрешността на църквата
- Част от олтара
- Историята на манастира на входа на църквата